# Chiesa di Santa Maria Assunta (Ardesio)
La chiesa di Santa Maria Assunta è il principale luogo di culto cattolico di Valcanale frazione di Ardesio in provincia e diocesi di Bergamo; fa parte del vicariato di Ardesio-Gromo. La chiesa parrocchiale conserva opere della famiglia Fantoni di Rovetta e la Via crucis opera di Trento Longaretti.

## Storia
La prima citazione di una chiesa intitolata alla Vergine Assunta è del 24 agosto 1546 quando il vescovo Vittore Soranzo visitò l'alta val Seriana e anche la località di Valcanale. Dagli atti si evince che la chiesa di presentava abbandonata e usata come rifugio per il bestiame. Anche san Carlo Borromeo arcivescovo di Milano, durante la sua visita diocesana sul territorio di Bergamo, fece la sua visita pastorale alla località di Valcanale l'8 ottobre del 1575 e indicata come "membrum parochialis" di San Giorgio di Ardesio. Dagli atti si evince che ordinò la sistemazione degli altari, con la rimozione di quello intitolato a san Rocco che non rispondeva alle regole liturgiche, rimozione da farsi entro tre giorni. La chiesa era amministrata dai vicini che eleggevano ogni anno due sindaci e un canapario Gio. Battista di Gio. Antonio de Boccardis
L'archivio parrocchiale conserva diversi documenti risalenti al 1604 dove la comunità di Valcanale chiedeva la separazione della chiesa parrocchiale di san Giorgio di Ardesio. La diatriba fece sicuramente un certo rumore tanto da interessare l'arciprete di Clusone il quale, valutata la situazione delle due località promosse presso la curia di Bergamo la separazione della chiesa di Maria Assunta da quella di San Giorgio. 
(Fabio Donda)
Nel 1658 la comunità fu visitata dal vescovo san Gregorio Barbarigo e gli atti riportano che la chiesa era inserita nella vicaria foranea di Ardesio, era gestita dai vicini e vi era un solo parroco.
La chiesa ottenne l'autonomia con l'erezione a parrocchiale nel 1617 con decreto del vescovo Giovanni Emo. Contrariamente il vescovo di Bergamo Giovanni Paolo Dolfin, negli atti della sua Visita pastorale del 1778, indicò la datazione del 1609. Ancora il 27 settembre 1602 ricevette la visita pastorale del vescovo Giambattista Milani.

Nel 1666 la chiesa fu inserita nel Sommario delle chiese di Bergamo, elenco redatto dal cancelliere della curia vescovile Giovanni Giacomo Marenzi come dipendente della pieve di Clusone e chi era un parroco mercenario pagato direttamente dalla vicinia. Nel 1734, nei registri degli Stati del clero, la chiesa risulta inserita nella vicaria di Ardesio.
Il 16 giugno 1779 il vescovo di Bergamo Giovanni Paolo Dolfin relazionò che nella chiesa vi era la scuola del Santissimo Sacramento che gestiva l'altare maggiore e indicata come fondata nel 1664 con sussidiario l'oratorio della contrada de Zanetti. La chiesa era retta dal parroco mercenario coadiuvato da un cappellano amovibile entrambi pagati dai vicini. Si evince che la chiesa era stata edificata nel 1753, l'antico edificio era stato infatti distrutto della frana del 1699, e la nuova chiesa era stata costruita in una collocazione più sicura: "fabbricato l'anno 1753 e confermato dal Vescovado di Bergamo per comodo di quei vicini".
Nella prima metà del Novecento la chiesa fu oggetto di lavori di restauro. Fu modificato il frontone con la rimozione del pronao e la posa della cantoria interna e il nuovo altare maggiore su progetto di Luigi Angelini. Internamente fu collocato l'altare comunitario in ottemperanza al Concilio vaticano II.
Con decreto del vescovo Giulio Oggioni del 27 maggio 1979, la chiesa fu inserita nel vicariato locale di Ardesio-Gromo.

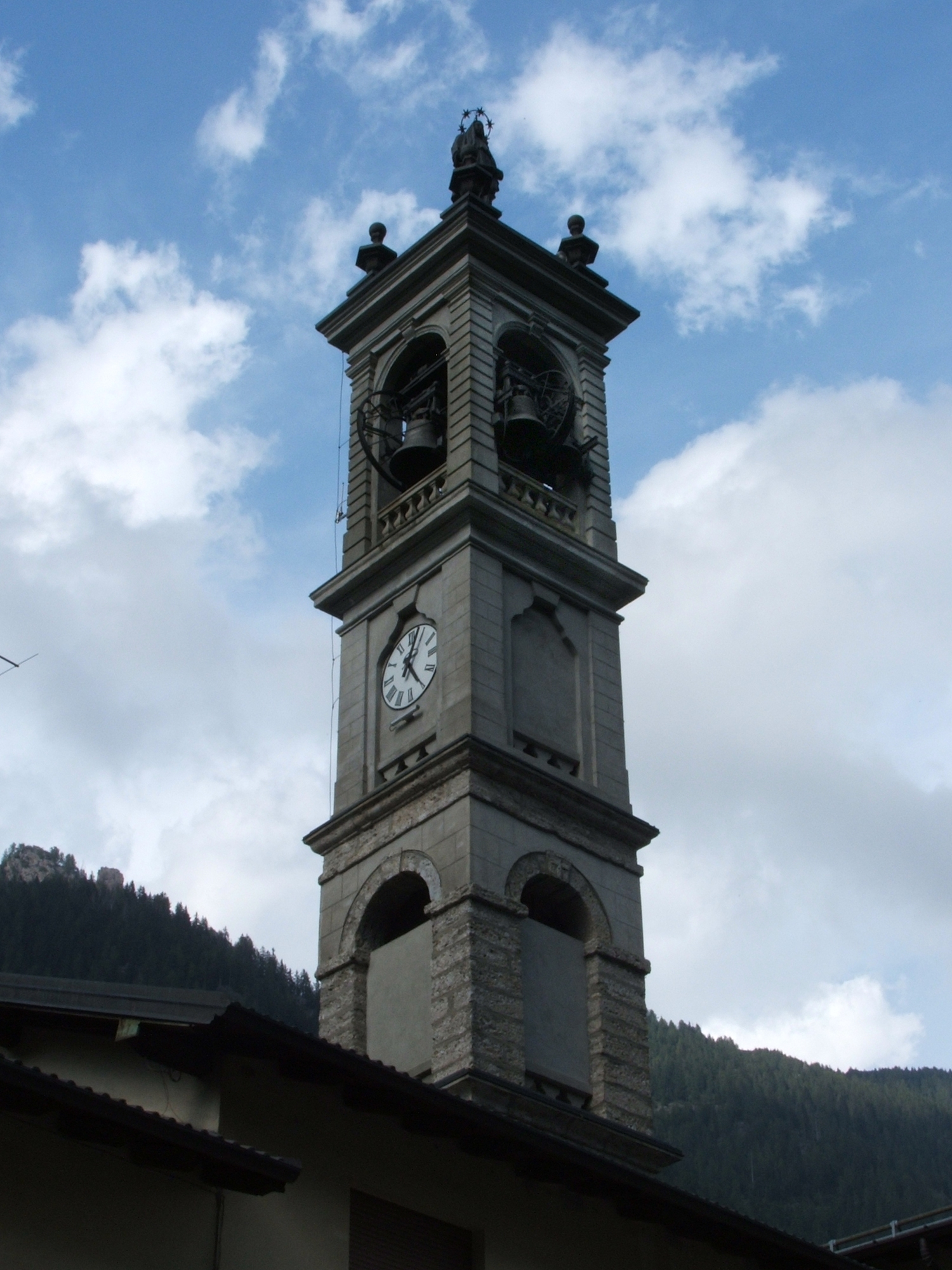
Torre campanaria

## Descrizione

### Esterno
L'edificio di culto rivolto a sud è orientato verso la strada comunale. A destra vi è un portichetto con pilastrini in muratura e pietra che fiancheggia tutta la parte laterale. La facciata presenta nella parte inferiore un corpo di fabbricato più avanzato con il portale centrale con contorni in pietra completi di lesene e controlesene che reggono l'architrave con ornamenti barocchi e terminante con timpano spezzato che presente centrale una cimasa modanata dove è posto il simbolo vescovile, parte che termina con il tetto a due falde. Questa parte si raccorda con andamento curvo alle due parti laterali. La parte superiore delimitata da due lesene con centrale presenta nella parte centrale un'apertura con contorno modanato con vetro istoriato raffigurante la Madonna di Lourdes.

### Interno
L'interno a unica navata con volta a botte, e a pianta rettangolare si divide in tre campate da lesene. L'aula è preceduta dalla bussola in muratura che regge la cantoria completa di serramenti lignei di avete. Le lesene che dividono l'aula sono complete di basamento e capitelli e reggono la trabeazione che si interrompe in prossimità delle cappelle laterali.
La zona presbiteriale è preceduta dall'arco trionfale e tre gradini e termina con il coro absidato con catino. Il coro ligneo di fattura fantoniana. L'altare maggiore è opera fantoniana del 1726 con medaglione in marmo di Carrara e paliotto che raffigura la Madonna Assunta e completo di angioletti adoranti. Vi sono anche le quattordici stazioni della via Crucis opera di Trento Longaretti. La capacità dell'arista si esprime nel volto sofferente di Cristo.